# Само кажем
#Само кажем је веб серија за тинејџере која прати односе неколицине младих људи из различитих земаља. Серија се емитује искључиво на Интернету – на званичном YouTube каналу, званичној Facebook страни серије и на сајту samokazem.org. Свака вебизода титлована је на схб, македонски, албански и енглески језик. Ово је прва серија тог типа на Балкану.
Прва сезона је почела са емитовањем 7. новембра и чини је 26 вебизода које се објављују сваког понедељка и четвртка у 22 часа. Продуцент серије је Фонд Б92, а извршни продуцент Tuna Fish Studio.

## Прича
Прича прати једно (не)обично лето у животу неколико девојака и младића који постају екипа. Долазе из различитих земаља које се граниче, али њихови становници ретко и нерадо прелазе те границе. Говоре различитим језицима, а одлично се разумеју. Деле исте снове и страхове, али до сада нису имали прилику да о томе разговарају. Упознали су се случајно и постали пријатељи.

## Продукција
Кастинг за серију #СамоКажем рађен је неколико месеци у Србији, Црној Гори, Босни и Херцеговини, Македонији и на Косову. Већ на самом почетку креативни тим одлучио је да у серији играју млади глумци, а не натурсчици, што је била једна од иницијалних идеја.
Већини учесника у продукцији серије ово је први озбиљан професионални пројекат - од изазетно младих глумаца до редитељке Јелене Гавриловић, апсолвенткиње филмске режије на Факулету драмских уметности у Београду. Супервизори серије били су неки од кључних креативаца данашње српске сцене, међу којима су Борис Миљковић, Ђорђе Марковић и Коста Глушица који су својим искуством задавали путање кретања. Истовремено, они су уживали у креативном изразу нове генерације и омогућили јој да створи свој тон и упозна нас са својим жељама, страховима, тежњама и својом реалношћу.
Серија је снимана на великом броју локација у Београду, али и у Сарајеву, Котору, Призрену, Новом Саду, на Ади Бојани и Сребрном језеру.

## Промоција
Профили вебсерије #СамоКажем на друштвеним мрежама Facebook, Twitter, YouTube, SoundCloud и Instragram пружају прилику гледаоцима да учествују у интеракцији са серијом и другим фановима.
Поред тога сваки од ликова из серије има свој профил на Facebooku, Twitteru и Instagramu, на којима свакодневно откривају више о самим себи – коју музику слушају, које филмове гледају, шта читају, чему се радују. Остварујући интеракцију једни са другима на друштвеним мрежама, ликови се продубљују, обогаћују и приближавају публици.

## Музика
Sountrack обухвата ауторе попут Voodoo Poeyea, Stray Dogga, Владе Георгијева и Прти Бее Гееа. У опису сваке вебизоде могуће је пронаћи називе песама које могу да се чују у серији, а већина нумера може да се послуша на званичном SoundCloud каналу серије.

## Пријем
У првих 40 дана, у оквиру којих је објављено десет вебизода, YоуТубе канал је забележио преко 150.000 прегледа, док је Фацебоок страницу лајковало скоро 10.000 људи. У августу 2014. године Yоутубе канал бележи 700.000 прегледа.
Објављивање серије поздравили су многи медији, а квалитет продукције потврђен је бројним признањима. У фебруару 2014. године серија је освојила "Сателит" награду у категорији кратке форме; месец дана касније серија је награђена на ЛАWЕБФЕСТ-у у две категорије: дир. фотографије и главна женска улога; у априлу исте године серија је проглашена званичним Wеббy лауреатом у категорији Онлајн Филм & Видео, поткатегорија Драма: дугачка форма или серија; у истом периоду серија је награђена златном медаљом на Светском медија фестивалу у Хамбургу; нешто касније на Б. А. Н. Ф. светском медија фестивалу серија је номинована за Роки награду,; коначно, на Мелбурн веб фесту серија је ушла у званичну селекцију.

## Ре:Генерација
Веб серија #СамоКажем део је Ре:Генерације, простора који за циљ има стварање простора за младе у оквиру кога могу да се изразе. С обзиром на регионални карактер пројекта трај простор им омогућава да чују шта њихови вршњаци оиз суседних земаља имају да кажу, да упознају једни друге и виде по чему су слични, а по чему различити. Ту, могу и да прочитају, виде и чују знимљиве иницијативе из окружења и размене идеје о томе како се друштвено ангажовати или како решити локалне проблеме.
Ре:Генерација се одвија на сајту samokazem.org.